# Colibri coruscans
El colibrí rutilante (Colibri coruscans), también denominado colibrí grande (en Argentina), chillón común o colibrí chillón (en Colombia), picaflor azul (en Chile), orejivioleta ventriazul (en Ecuador), oreja-violeta de vientre azul (en Perú), colibrí orejivioleta grande (en Venezuela), colibrí verde mayor o picaflor de cara azul, es una especie de ave apodiforme de la familia Trochilidae, perteneciente al género Colibri. Es nativo del norte y oeste de América del Sur.

## Distribución y hábitat
Se distribuye en las montañas del norte de Venezuela y a lo largo de la cordillera de los Andes, desde el oeste de Venezuela, por Colombia, Ecuador, Perú, Bolivia, hasta el norte de Chile y noroeste de Argentina, con poblaciones disjuntas en los tepuyes del sur y sureste de Venezuela, oeste de Guyana y  extremo norte de Brasil.
Esta especie es considerada común en una variedad de hábitats, que incluyen bordes de selvas húmedas, bosques abiertos, jardines floridos, plantaciones, sub-páramo y páramo, en altitudes entre 1700 y 4500 m.

## Sistemática

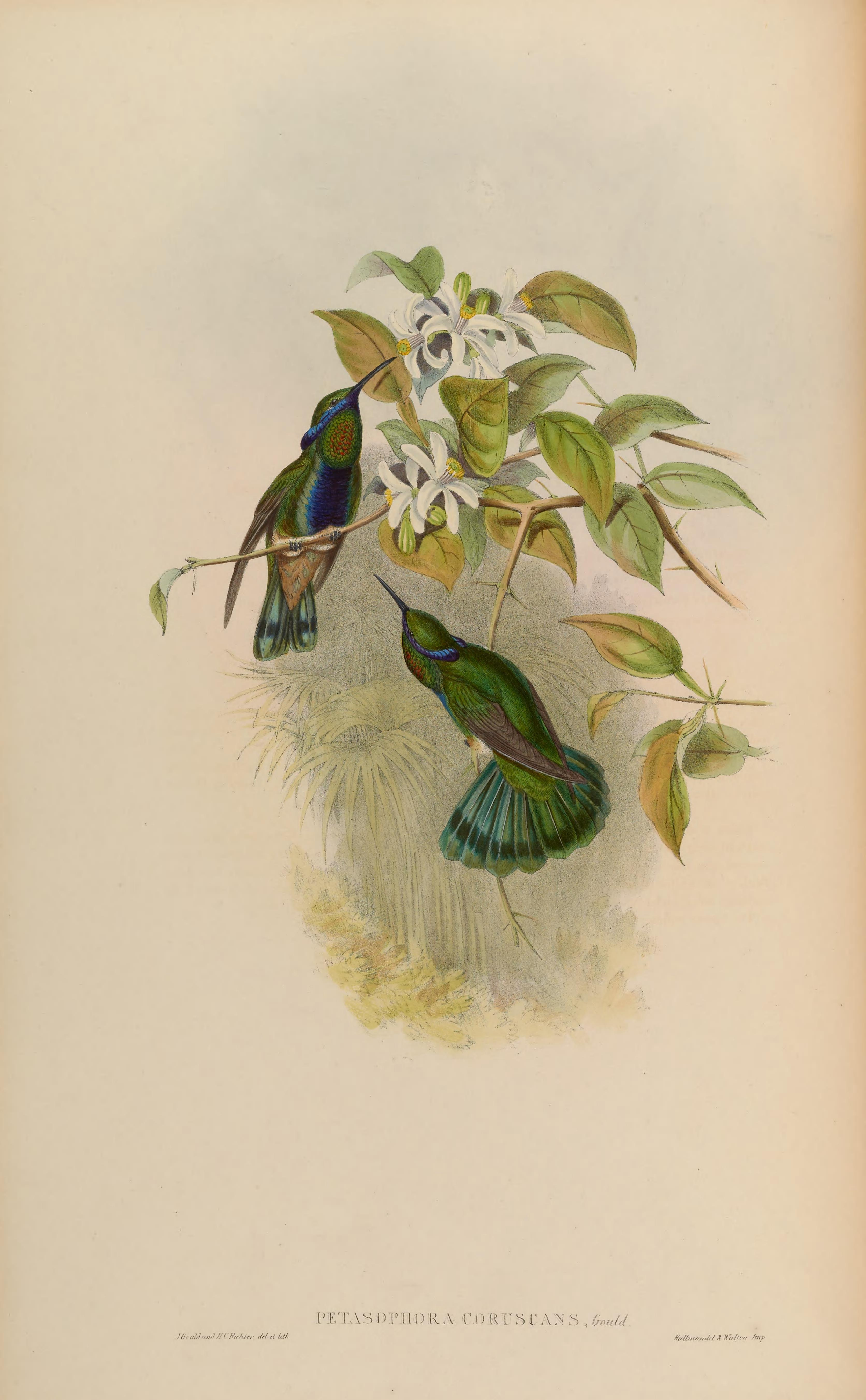
Petasophora coruscans sinónimo de Colibri coruscans, ilustración de Gould y Richter en A monograph of the Trochilidae, or family of humming-birds vol. 4, 1861.

### Descripción original
La especie C. coruscans fue descrita por primera vez por el ornitólogo británico John Gould en 1846 bajo el nombre científico Trochilus (Petasophora) coruscans; su localidad tipo es: «América del Sur».

### Etimología
El nombre genérico masculino «Colibri» proviene de la palabra del español «colibrí» que designa de forma general a los troquílidos y tiene supuestamente origen en el Caribe; y el nombre de la especie «coruscans», en latín significa ‘centelleante’.

### Taxonomía
La subespecie propuesta C. c. rostratus Phelps Sr. & Phelps Jr., 1952 (de las montañas del alto valle del Orinoco), se diferencia muy pobremente de germanus; las formas propuestas C. c. iolatus (Gould), 1847, y C. c. buckleyi (Boucard), 1893, ésta conocida apenas por el holotipo de Bolivia y que parece representar un plumaje aberrante o tal vez una forma melanística, se incluyen en la nominal.

### Subespecies
Según las clasificaciones del Congreso Ornitológico Internacional (IOC) y Clements Checklist/eBird se reconocen dos subespecies, con su correspondiente distribución geográfica:
- Colibri coruscans germanus (Godman & salvin, 1884) – tepuyes del sur de Venezuela, oeste de Guyana, y zona norte de Brasil adyacente.
- Colibri coruscans coruscans (Gould, 1846) – cordillera de la Costa de Venezuela, Sierra Nevada de Santa Marta, Serranía del Perijá y Andes desde el oeste de Venezuela, hasta el noroeste de Argentina y norte de Chile.